# Parafia św. Jakuba Apostoła w Chicago
Parafia św. Jakuba Apostoła w Chicago (ang. St. James Apostle Parish) – parafia rzymskokatolicka położona w Chicago w stanie Illinois w Stanach Zjednoczonych.
Jest ona wieloetniczną parafią w północno-zachodniej dzielnicy Chicago, z mszą św. w j. polskim dla polskich imigrantów. Opiekę duszpasterską nad parafią sprawują Salezjanie. 
Parafia została poświęcona św. Jakubowi Apostołowi.

## Szkoły
- Polska Katolicka Szkoła im. Św. Jakuba Apostoła

## Zakony
- Zgromadzenie Sióstr Misjonarek Chrystusa Króla dla Polonii Zagranicznej